# Simon Stainrod
Simon Stainrod, né le 1er février 1959 à Sheffield, est un footballeur anglais évoluant au poste d'attaquant.
Agent FIFA Depuis le 28/07/23

## Biographie
Il est aujourd'hui l'un de conseiller de Hatem Ben Arfa

## Palmarès
- Championnat d'Angleterre de D2 :
  - Champion : 1983.
  - Vice-champion : 1988.
- Coupe d'Angleterre :
  - Vainqueur : 1982.
- Championnat d'Écosse de D2 :
  - Champion : 1991.